# Léonard Van Dorpe
Leonard Vandorpe, dit aussi « Van Dorpe », (né le 11 avril 1798 à Courtrai où il est décédé le 8 novembre 1873) était un homme politique belge.

## Biographie
Leonard Vandorpe était le fils d'un chirurgien et docteur en médecine de Courtrai, Jean-François Vandorpe (1757-1803). Il devint négociant en toile de lin et conseiller municipal (1828), et il joua un rôle en organisant des pétitions pour obtenir plus de liberté dans le cadre du régime néerlandais. Les actions qu'il entreprit en 1829 n'étaient pas destinées à renverser le régime puisqu'alors qu'il faisait partie du conseil municipal il vota une résolution visant à créer une nouvelle porte de la ville qui serait appelée Porte Guillaume Ier « en l'honneur de notre bien-aimé souverain ». Il fut le cofondateur du Courrier des Flandres à Gand.
Après la révolution belge, il fut élu au congrès national (Belgique) en tant que citoyen en vue et politicien catholique progressiste (c'était un disciple de Lamennais). Au congrès il s'opposa à la création d'une deuxième chambre (le Sénat) et proposa que le poste de représentant ne fût pas rémunéré, avec seulement une indemnité de 200 florins par mois tant que durerait la session. Il s'opposa également à l'attribution d'une somme de 150 000 florins au gouvernement provisoire (Belgique).
Avec quelques autres il démissionna le 19 mai 1831 après que les orangistes à Gand eurent été menacés par les radicaux dirigés par Alexandre Gendebien et il abandonna la politique nationale, puis en 1836 le conseil communal, pour se consacrer à son négoce de toile de lin et à sa famille. On peut y voir la marque d'un mécontentement croissant contre la direction qu'avait prise la révolution, et plus particulièrement sa politique francophile et hostile aux Flamands.[réf. nécessaire] Il est cependant certain que la condamnation par Rome des théories de Lamennais, sans le nommer, dans l'encyclique Mirari Vos jeta Vandorpe, en tant que bon catholique, dans un problème de conscience déchirant. Ayant perdu ses illusions il brûla dans sa cheminée le portrait de Lamennais. À Courtrai une rue 'Leonard Vandorpe' perpétue sa mémoire. Sur la Colonne du Congrès à Bruxelles il est appelé 'Léon Vandorpe'.
Son frère Jan et puis son fils Léon continuent la tradition politique de Vandorpe resp. comme Premier Echevin et comme Conseiller de la ville de Courtrai. 